# منجبي جونستوني
منجبي جونستوني (الاسم العلمي: Lophocebus johnstoni) (بالإنجليزية: Johnston's mangabey)‏ هو نوع من الحيوانات يتبع جنس السعدان المنجبي المتوج من فصيلة سعادين العالم القديم.